# Professional Jealousy (film 1908)
Professional Jealousy è un cortometraggio muto del 1908. Non si conosce il nome del regista del film che alcune fonti attribuiscono, senza certezza, probabilmente a Wallace McCutcheon.

## Trama
Due giovani attrici, facenti parte della stessa compagnia teatrale, gareggiano sulla scena per conquistare il successo e l'affetto del pubblico. Una sera, una delle due ottiene un trionfo che oscura quello dell'altra, fino a quel momento beniamina degli spettatori.

## Produzione
Il film fu prodotto dall'American Mutoscope & Biograph.

## Distribuzione
Distribuito dall'American Mutoscope & Biograph, il cortometraggio uscì nelle sale cinematografiche USA il 4 gennaio 1908. Copia della pellicola - un negativo in nitrato 35 mm - viene conservata negli archivi del Museum of Modern Art; un positivo del film si trova negli archivi della Library of Congress.